# Blätter der Deutschen Gildenschaft
Die Blätter der Deutschen Gildenschaft sind eine 1957 gegründete und von der Deutschen Gildenschaft herausgegebene Zeitschrift. Sie erscheint viermal jährlich.
In unregelmäßigen Abständen werden themen- bzw. anlassbezogene Sonderhefte herausgegeben.

## Schriftleiter
- 1957–1959: ?
- 1959–1989: Hanns Klatz
- 1989–2005: Kurt Heißig
- 2005–heute: ?